# Strzelanie stromotorowe

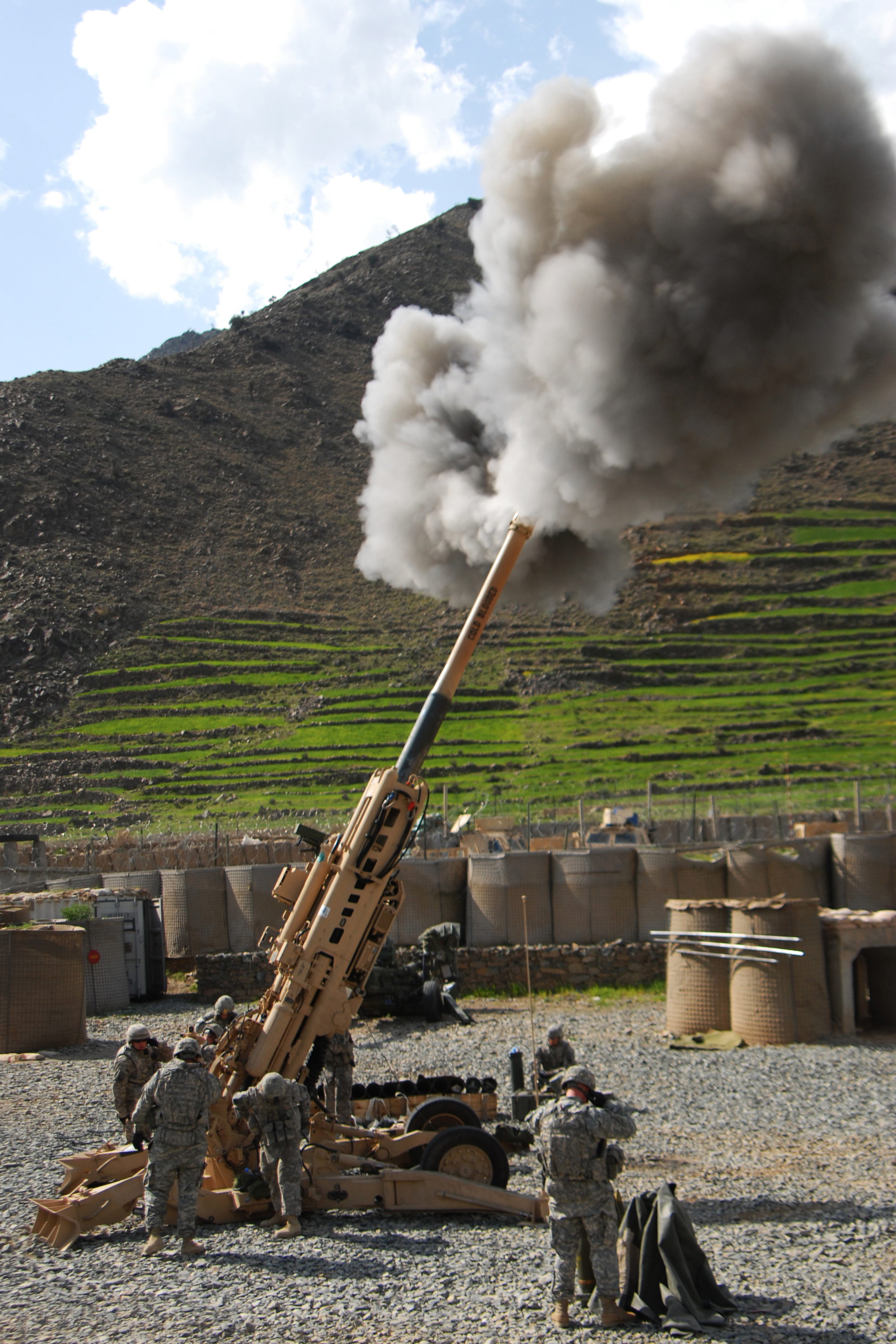
Strzelanie stromotorowe

Strzelanie stromotorowe – metoda prowadzenia ognia artyleryjskiego, w którym pocisk jest wystrzeliwany pod stromym kątem. Ogień tego typu najczęściej prowadzi się z armatohaubic, haubic i moździerzy. Ogniem tym niszczy się głównie takie elementy jak schrony oraz skoncentrowane jednostki wroga, często ukryte za zasłonami terenowymi – prowadzenie ognia pośredniego.